# Spoorlijn 213
Spoorlijn 213 was een Belgische spoorlijn van Ans-Plateau naar de koolmijnen Bonne Fortune (fr) en Bonnier (fr).

## Geschiedenis
De lijn is geopend in 1868. Op deze lijn werd nooit een commerciële reizigersdienst georganiseerd, hij functioneerde ten behoeve van de mijnen Bonne Fortune en Bonnier die erop waren aangesloten. Vóór 1940 reden er wel speciale reizigerstreinen voor mijnwerkers tussen Ans en Gosson (fr).
Voordat de spoorlijn in de jaren 60 gedeclasseerd werd tot industrielijn 213 heeft deze ook nog de lijnnummers 33A en 32B gehad.

## Huidige toestand
De lijn is thans volledig buiten dienst en opgebroken in het midden van de jaren 90; hier en daar zijn nog rails aanwezig; ook dienstgebouwen en andere restanten zijn nog in het landschap aanwezig, evenals overblijfsels van de steenkolennijverheid.

## Aansluitingen
In de volgende plaats was er een aansluiting op de volgende spoorlijn:
Ans-Plateau
Spoorlijn 32 tussen Ans en Flémalle-Haute